# Cầu Hòa bình Thượng nghị sĩ George Mitchell

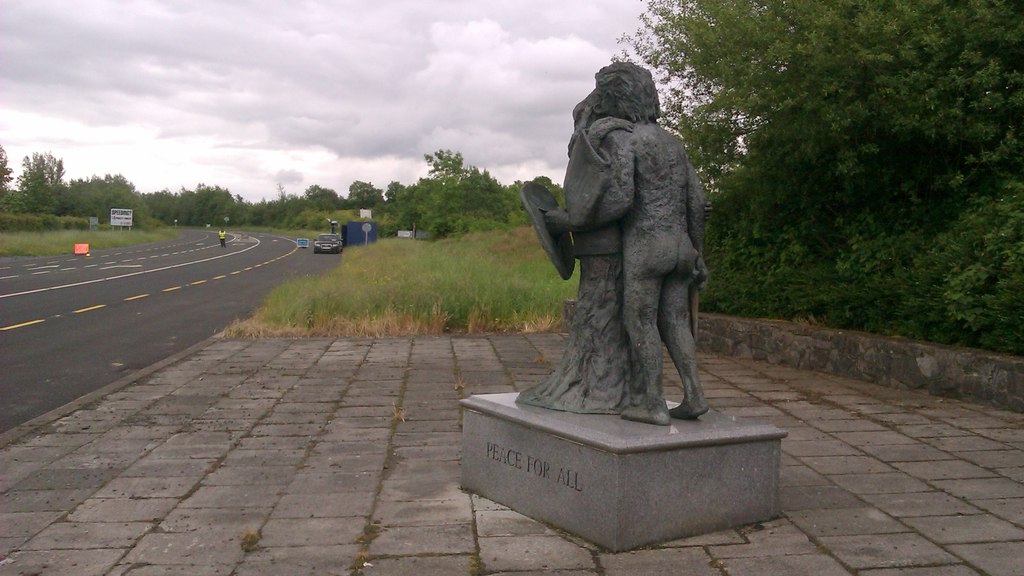
Bức tượng ở phía nam của cây cầu

Cầu Hòa bình Thượng nghị sĩ George Mitchell (được gọi một cách không chính thức là Cầu hòa bình) là cây cầu đường bộ xuyên biên giới Bắc Ireland và Cộng hòa Ireland. Nó mang con đường chính giữa Enniskillen ở County Fermanagh và Cavan ở County Cavan.

## Cây cầu cũ
Cây cầu thay thế một cấu trúc trước đó ở phía đông, được gọi là Cầu Aghalane, mang theo một con đường được phê duyệt qua biên giới với các cuộc tuần tra tùy chỉnh chính thức. Nó đã bị phá hủy vào ngày 21 tháng 11 năm 1972 bởi những người theo Liên minh Ailen trong Rắc rối. Không có nhóm bán quân sự nào từng nhận trách nhiệm về vụ đánh bom. Nó nhanh chóng được thay thế bằng một cây cầu tạm thời, nhưng sau vụ nổ bom ở thị trấn Belturbet gần đó vào tháng sau, chính phủ Anh đã quyết định rời khỏi cây cầu trong tình trạng hư hỏng và phá hủy cấu trúc tạm thời. Việc thiếu một giao cắt đã cắt đứt quyền truy cập vào đất nông nghiệp ở miền nam Fermanagh từ Belturbet. Giao thông địa phương phải thực hiện 12 dặm (19 km) đường vòng, cắt đứt các cộng đồng và dẫn đến suy giảm kinh tế trong khu vực, với nhiều doanh nghiệp ở Belturbet đóng cửa.

## Cây cầu mới
Cây cầu hiện tại được mở vào tháng 4 năm 1999. Nó dài 30 mét (98 ft), với 15 mét (49 ft) ở Bắc Ireland và phần còn lại ở Cộng hòa, và được đặt theo tên của Đặc phái viên Hoa Kỳ tại Bắc Ireland, George J. Mitchell, người đóng vai trò là chủ tịch trong các cuộc đàm phán tiến trình hòa bình ở Ailen dẫn đến Thỏa thuận Thứ Sáu Tốt lành năm trước. Trong số chi phí đề xuất 1.930.720 bảng Anh, 1.061.250 bảng đã được cam kết sẽ được Chương trình hỗ trợ đặc biệt của EU cho hòa bình và hòa giải. Có một bức tượng gần cây cầu ở phía Cộng hòa kỷ niệm tiến trình hòa bình, với dòng chữ "Hòa bình cho tất cả".